# Arts martiaux chinois
Pour les termes similaires, voir Kung fu (homonymie) et Wushu (terme).
 (septembre 2016).
Améliorez-le ou discutez des points à vérifier. 

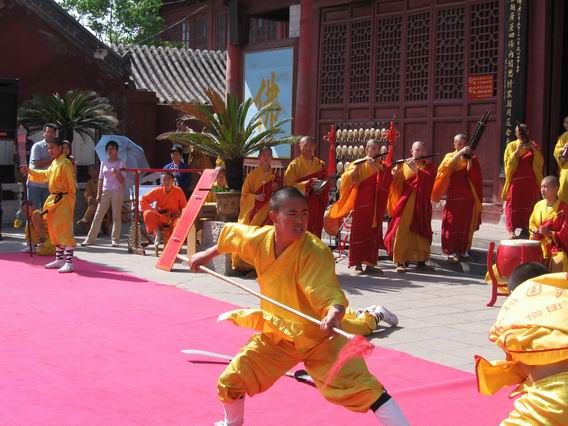
Démonstration d'un art martial externe, le Shaolin quan, au monastère de Daxiangguo à Kaifeng.

Les arts martiaux chinois, popularisés sous le nom de kung-fu, également désignés par les termes mandarins wǔshù  (武术), guóshù  (国术) ou quánfǎ  (拳法) et parfois désignés sous le terme de boxes chinoises, sont constitués de centaines de styles différents de combat à main nue ou armée, qui ont été développés en Chine au fil des siècles.

## Différentes terminologies

### Kung-fu

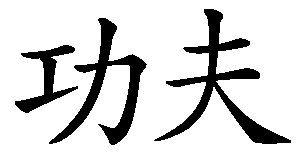
Sinogrammes gōngfu

Kung-fu est en Occident le nom généralement donné aux arts martiaux chinois externes comme internes, bien que l'on utilise rarement ce terme pour désigner le tai-chi-chuan.
Ce terme, transcription de 功夫 (gung1fu1 en jyutping cantonais, gōngfu en mandarin ) a été introduit en Europe dans les années 1970 pour désigner les films chinois d'arts martiaux. C'est la lecture cantonaise de ce mot, Hong Kong ayant été la source majeure de films chinois dans ces années-là. Les termes « kung 功 » et « fu 夫 » traduits littéralement et séparément ont une tout autre signification que « arts martiaux » chinois :
- Kung désigne la « maîtrise », le « perfectionnement », la « possession d'un métier » ou une action en laquelle beaucoup de temps a été consacré. Le terme est à rapprocher d'un point de vue sémantique de la notion d'artisan tel qu'il était usité en Europe au XIXe siècle : personne de métier qui par un apprentissage auprès d'un maître acquérait cultures, techniques et savoir-faire.
- Fu désigne les techniques en tant que contenu, soit l'énergie qui a été investie dans l'acquisition des techniques les plus efficaces pour une possibilité accrue de fluidité.

On peut ainsi dire de quelqu'un qu'il possède le kung fu en gastronomie, le kung fu en peinture, le kung fu en musique ou le kung fu en informatique.

### Boxes chinoises
Les arts martiaux chinois sont parfois désignés en Occident par « boxes chinoises » en raison d'une analogie des styles externes avec les boxes pratiquées en Occident. Ce terme a ainsi été repris pour désigner les initiateurs de la révolte des Boxers (1899-1901).
En Chine, les termes 拳法 (pinyin: quánfǎ, « boxe ») ou 拳 (quán, « poing, style de boxe ») sont utilisés pour désigner de nombreux styles des arts martiaux chinois.

### Wushu

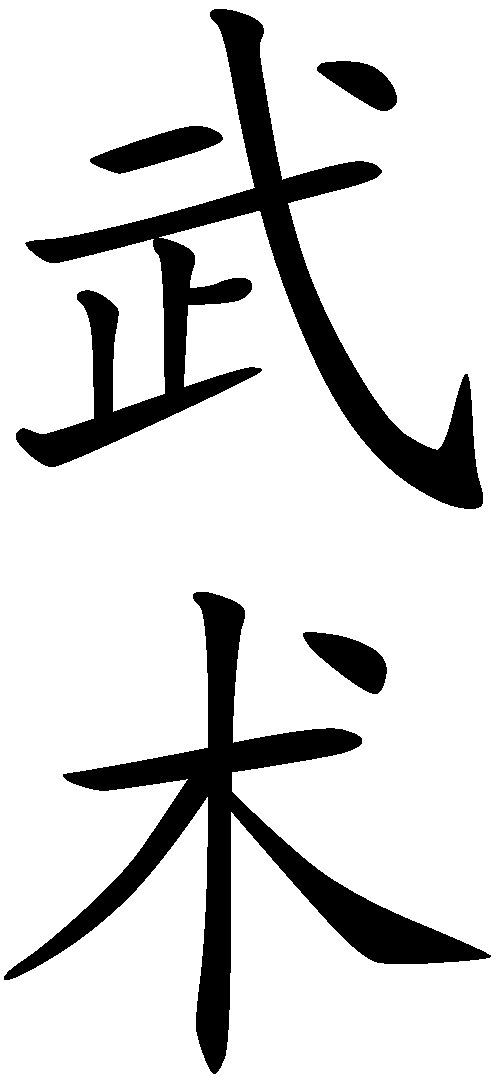
Sinogrammes Wǔshù

Dans la langue française ou anglaise, le terme « wushu » désigne généralement un sport de compétition créé par la République populaire de Chine après 1949 : le wushu moderne.
Mais en Chine, ce terme wǔshù (trad.: 武術, simpl.: 武术) correspond à l'expression française « art martial » sans autre connotation. Ce terme d'origine inclut donc des styles d'arts martiaux chinois du nord jusqu'au sud de la Chine (shaolin, wing chun, etc.) et il est plus ou moins synonyme du « kung-fu » français.
L'examen des caractères qui le composent montre que ce terme a ce sens plus général :
- 武 (wǔ) : ce sinogramme ancien (idéogramme) représente le radical 'stopper' sous une « hallebarde ». L'idée est celle de l'arme du gardien, l'idéogramme a le sens d'un talisman protecteur à l'entrée de la « maison ». Il empêche voleur et démon de pénétrer et de porter atteinte aux biens ou à l'intégrité physique des habitants (agression, maladie). L'idéogramme a pris un sens plus général, il désigne ce qui a trait à la guerre, au combat. L'adjectif français « martial » est une traduction tout à fait appropriée.
- 術 ou 术 (shù) : les moyens nécessaires relèvent de l'idéogramme shu, les savoir-faire, les connaissances multiples (médecine, art du combat, art de la guerre, techniques des armes, diplomatie, etc.). Ici, le terme « art » est à comprendre au sens ancien : celui, l'artisan, qui par un apprentissage long et rigoureux possède un métier.

Dans les langues chinoises, plusieurs termes autres que wǔshù désignent les arts martiaux de Chine : notamment 中国功夫  (pinyin: zhōngguó gōngfū) pour désigner les arts martiaux nationaux.

## Histoire et légendes

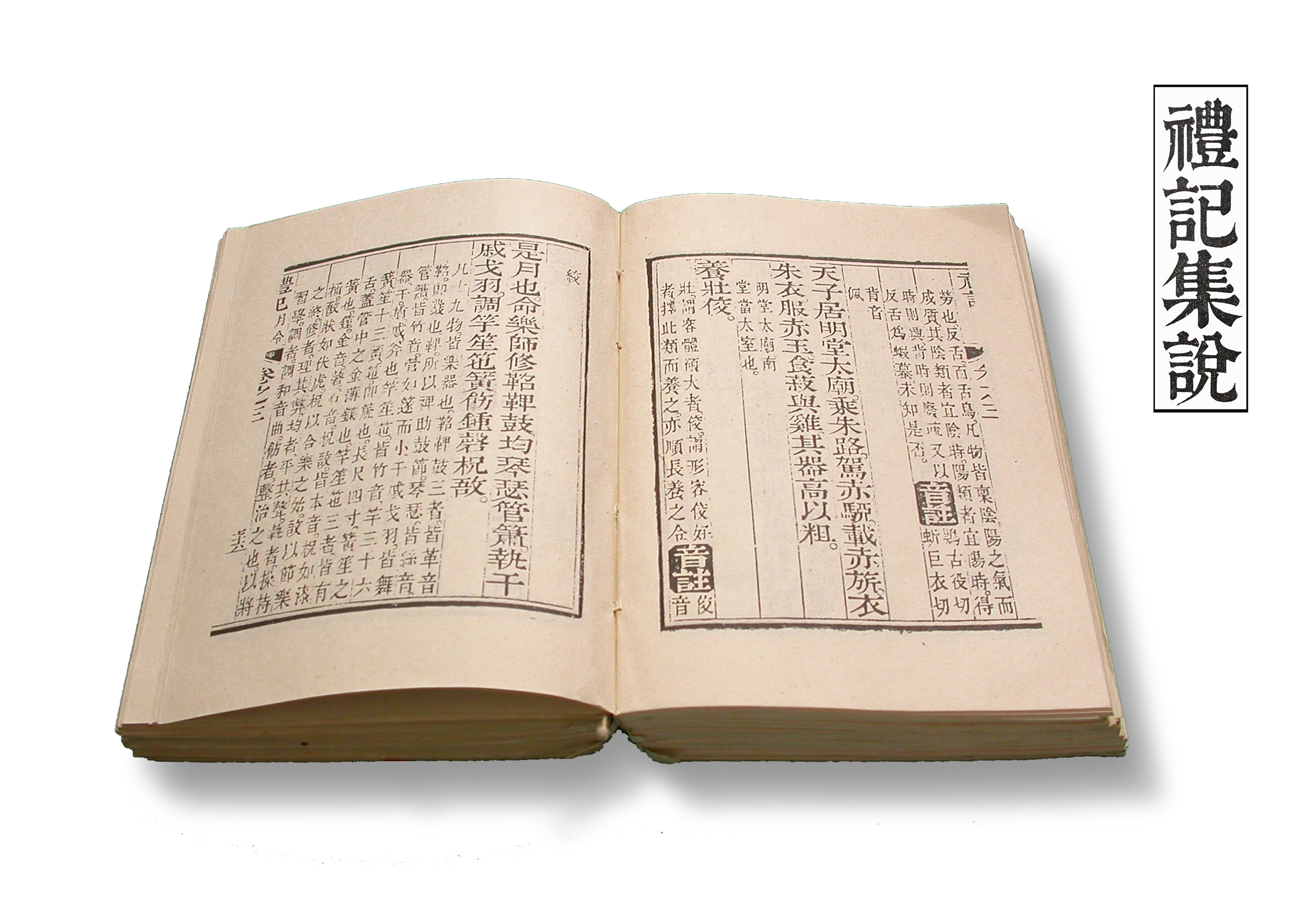
Classique des rites

L’origine des arts martiaux est attribuée à des nécessités d'auto-défense, des activités de chasse et à la formation militaire dans l'ancienne Chine. Le combat au corps à corps et la pratique des armes ont été importants dans la formation des soldats chinois. Les arts martiaux chinois intégrèrent à leur pratique différentes philosophies et notions, s'élargissant, au-delà de la seule auto-défense, à l'entretien physique pour finalement devenir une méthode d’éducation personnelle. L'influence des idéaux martiaux dans la société civile se propagea ultérieurement dans la poésie, la fiction littéraire, puis à notre époque dans les films.
Selon la légende, le mythique Empereur Jaune aurait présenté les premiers systèmes de lutte chinois. Célèbre général avant de devenir empereur de Chine, il aurait écrit de longs traités sur la médecine, l'astrologie et les arts martiaux.

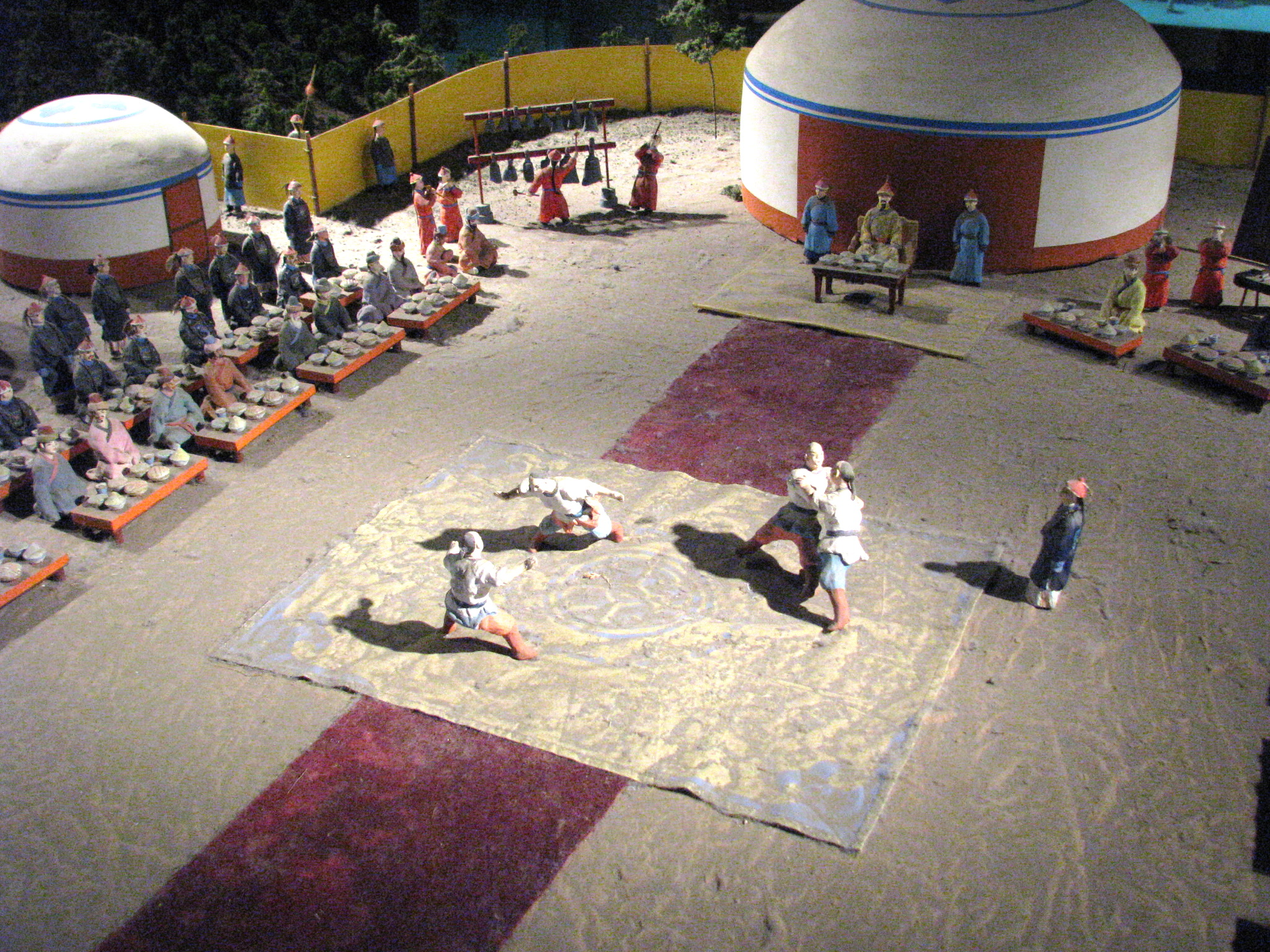
Maquette pédagogique d'une compétition de Shuaijiao devant l'empereur et sa cour à l'époque de la dynastie Qing.

Le shǒubó (手搏, attesté au moins dès le IIIe siècle av. J.-C.), et le xiang bo (similaire au sanda) dans les années 600 av. J.-C., ne sont que deux exemples d'anciens arts martiaux chinois.
En 509 av. J.-C., Confucius aurait suggéré au duc Ding de Lu que les gens devraient pratiquer les arts littéraires autant que les arts martiaux : ainsi les arts martiaux commencèrent à être pratiqués par des citoyens ordinaires, et plus seulement par des militaires et des sectes religieuses.
Un système de lutte appelé juélì ou jiǎolì (角力) est mentionné dans le Classique des rites (Li King) au Ier siècle av. J.-C. Ce système de combat inclut notamment des techniques de frappe, de projection, de manipulation articulaire, et des attaques des points vitaux. Le jiao di est devenu un sport durant la dynastie Qin (221-207 av. J.-C.).
Le Livre des Han (206-8 av. J.-C.) mentionne que pendant la dynastie Han (206 av - 8 CE) existait une distinction entre un combat sans arme intitulé shǒubó (手 搏), pour lequel des guides d’apprentissage avaient déjà été écrits, et la lutte sportive, alors connue comme juélì ou jiǎolì (角力). 
"Six Chapitres de Combat à main nue" étaient mentionnés à la même époque dans le Han Shu I Wen Chih (Livre Han des arts), mais ces chapitres furent perdus au cours des siècles suivants.
La lutte est également documentée dans les Mémoires du Grand Historien de Sima Qian (env. 100 av. J.-C.).
Une théorie de combat à main nue, incluant la présentation des notions de « techniques dures » et « douces » serait exposée dans l'histoire de « la jeune fille de Yue », dans les Annales des Printemps et des Automnes de l’État de Lu (Ve siècle av. J.-C.).
Sous la dynastie des Tang, des descriptions de danses d'épée ont été immortalisées dans les poèmes de Li Bai. Sous les dynasties Song et Yuan, des compétitions de xiangpu (un prédécesseur du sumo) étaient parrainées par les cours impériales. Les concepts modernes d’arts martiaux ont été entièrement développés par les dynasties des Ming et des Qing.
Les concepts associés aux arts martiaux chinois ont changé avec l'évolution de la société chinoise et ont acquis au fil du temps une base philosophique. Des passages dans le Tchouang-tseu, un texte taoïste, ont trait à la psychologie et la pratique des arts martiaux. Tchouang-tseu, son auteur éponyme, a sans doute vécu au IVe siècle av. J.-C. Le Tao Te Ching, souvent attribué à Lao Tseu, est un autre texte taoïste qui contient des principes applicables aux arts martiaux. Selon l'un des textes classiques du confucianisme, Zhou Li (周礼), le tir à l'arc et la conduite des chars faisaient partie des « six arts » (六艺, liu yi) de la dynastie Zhou (1122-256 av. J.-C.), avec les rites, la musique, la calligraphie et les mathématiques. L’Art de la guerre, écrit au VIe siècle av. J.-C. par Sun Tzu, traite de la guerre militaire, mais contient des idées reprises dans les arts martiaux chinois.

### Shaolin

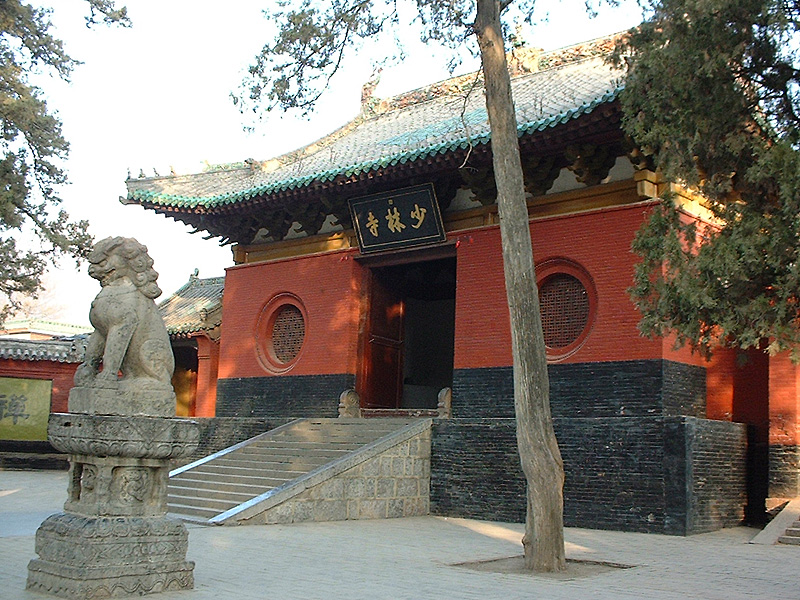
L'entrée principale du monastère Shaolin dans la province du Henan.

Le style Shaolin quan est généralement considéré comme le premier art martial institutionnalisé. Selon la légende, Boddhidarma aurait enseigné cet art martial au Ve siècle aux moines du temple Shaolin, pour les aider à se défendre des animaux et des brigands qui rôdaient autour du monastère.
Toutefois, la plus ancienne preuve d’une participation de moines Shaolin à des combats est une stèle datant de 728 qui atteste une défense du monastère contre des bandits vers 610, et le rôle ultérieur dans la défaite de Wang Shichong à la bataille de Hulao en 621. Aucun document ne permet d’attester de la participation Shaolin dans des combats entre le VIIIe et le XVe siècle. Néanmoins, entre le XVIe et le XVIIe siècle, apparaissent une quarantaine de sources qui attestent non seulement de la pratique d’arts martiaux par les moines de Shaolin, mais également que cette pratique est devenue une partie intégrante de la vie monacale que les moines justifient par la création de nouvelles légendes bouddhiques. Des références à la pratique des arts martiaux à Shaolin apparaissent dans différents genres littéraires de la fin des Ming ;  épitaphes de moines guerriers de Shaolin, manuels d'arts martiaux, encyclopédies militaires, écrits historiques, récits de voyages ou de fiction et poésie. Toutefois, ces sources ne font pas apparaître un style martial spécifiquement originaire de Shaolin. De même, ces sources, contrairement à celles de l'époque Tang, se référent seulement à des méthodes Shaolin de combat armé (plutôt qu’à main nue), dont l’arme qui a rendu célèbre les moines Shaolin : le bâton (gun).
Le général Ming Qi Jiguang inclut la description du kung-fu Shaolin et les techniques du bâton dans le livre « Nouveau registre des techniques efficaces (zh) » (chinois : 纪效新书). Cet ouvrage eut ultérieurement une grande influence sur le développement des arts martiaux dans d’autres régions asiatiques, comme l’île d'Okinawa et la Corée.

### Histoire moderne

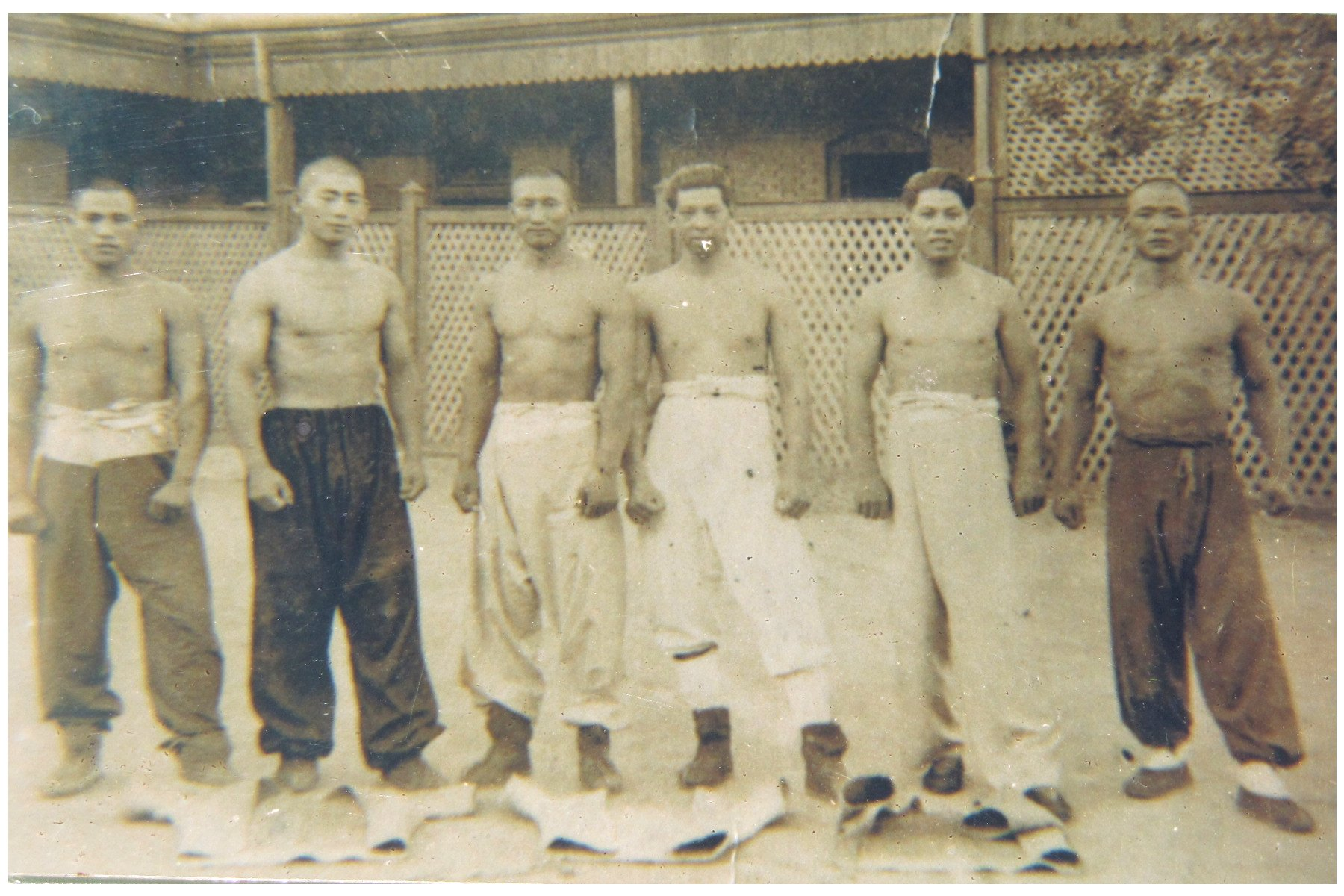
Six experts de lutte chinoise, lors d'une compétition à Tianjin en 1936.

L’approche actuelle des arts martiaux chinois est fortement influencée par les événements de la Période républicaine (1912-1949). Durant la période de la chute de la dynastie Qing, l'invasion japonaise et la Guerre civile chinoise, les arts martiaux chinois sont devenus plus accessibles au grand public alors que de nombreux artistes martiaux ont été encouragés à enseigner ouvertement leur art. À cette époque, ces arts étaient considérés comme un moyen de promouvoir la fierté patriotique et de renforcer la nation. Par conséquent, de nombreux manuels de formation ont été publiés, une académie de formation a été créée, deux examens nationaux ont été organisés, des groupes de démonstration ont voyagé à l’étranger, et de nombreuses associations d'arts martiaux se sont formées dans toute la Chine et dans les diverses communautés chinoises d'outre-mer.
L’Académie centrale des arts nationaux (zh) (chinois : 中央国术馆), créée par le gouvernement national en 1928 et l'Association Jing Wu (精武会体育), fondée en 1910, sont des exemples d'organisations qui favorisent une approche systématique dans l’enseignement des arts martiaux. Une série de compétitions provinciales et nationales ont été organisées par le gouvernement républicain à partir de 1932, pour promouvoir les arts martiaux. En 1936, lors des Jeux olympiques à Berlin, un groupe de pratiquants a démontré ces arts à un auditoire international pour la première fois, orientant peut-être la conception populaire des arts martiaux en tant que sport.
Les arts martiaux chinois ont commencé à s'étendre au niveau international avec la fin de la guerre civile chinoise et la fondation en 1949 de la République populaire de Chine (RPC). De nombreux artistes ont choisi d'échapper au pouvoir communiste et ont migré vers Taïwan, Hong Kong, ou d'autres parties du monde. Ces experts ont commencé à enseigner au sein des communautés chinoises d’outre-mer, puis ils ont élargi leurs enseignements aux personnes d'autres groupes ethniques.

### Chine contemporaine

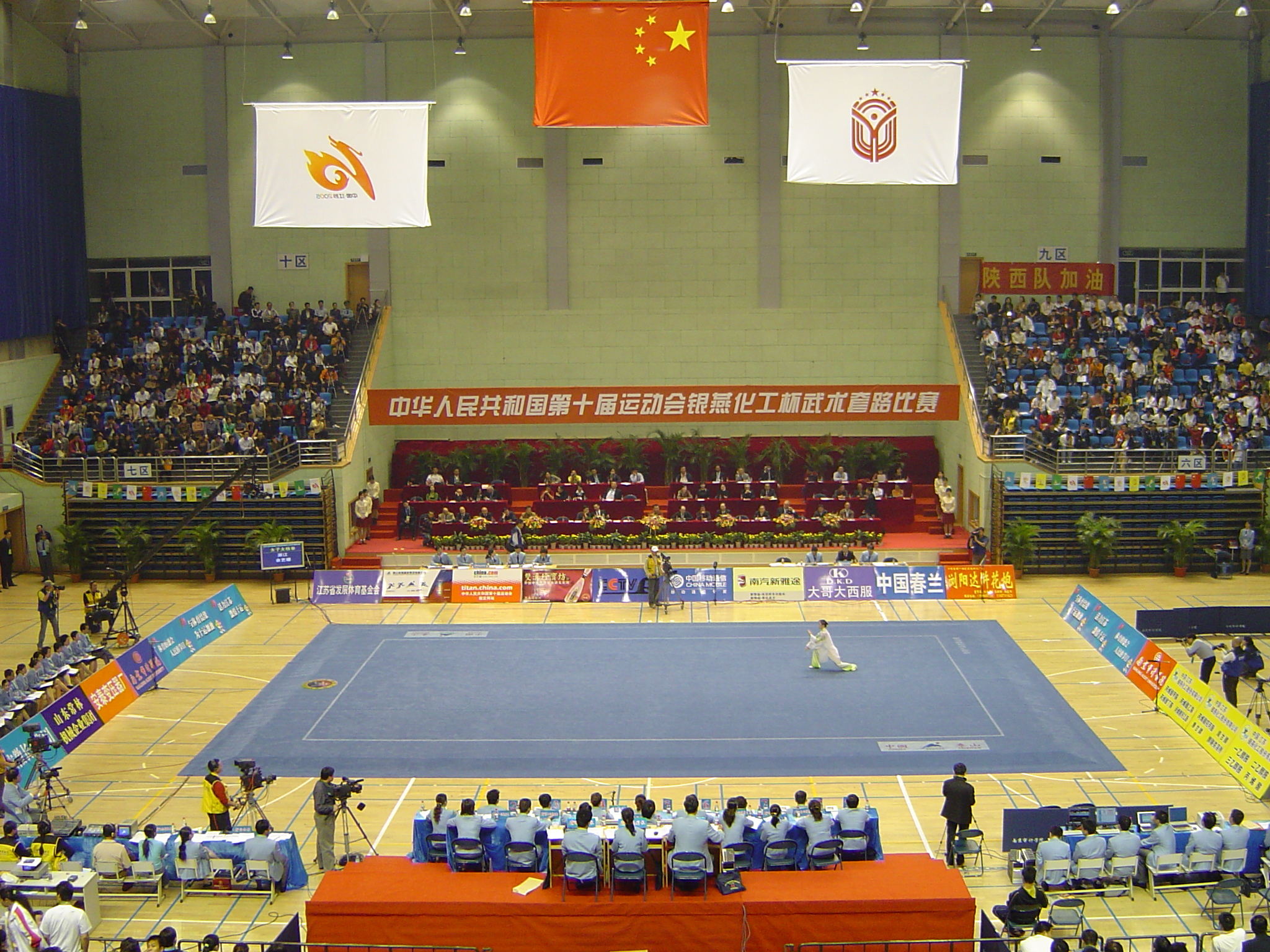
Championnat de wushu moderne, 2005

En Chine, la pratique des arts martiaux traditionnels a été découragée au cours des années turbulentes de la Révolution culturelle (1969-1976). À l'instar de nombreux autres aspects de la culture traditionnelle, les arts martiaux ont été soumis à une transformation radicale de la RPC afin de les aligner avec la doctrine révolutionnaire maoïste. La RPC a soutenu une pratique sportive dirigée par un comité officiel, comme remplacement des écoles indépendantes d'arts martiaux. Ce nouveau sport de compétition a été dissocié de ce qui était alors perçu comme potentiellement subversif : les aspects d’auto-défense et d’accomplissement individuel, et les lignées familiales de transmission.
En 1958, le gouvernement créa l’Association chinoise de wushu, une organisation chargée de diriger et règlementer l’enseignement des arts martiaux. La Commission d'État des sports a pris l'initiative de créer des formes martiales standardisées pour la plupart des arts majeurs. Durant cette période le système du wushu moderne fut établi, comprenant des formes standardisées, des programmes pédagogiques, des instructeurs et des classements. Ce sport fut introduit à l’école secondaire et dans les universités. La suppression de l’enseignement traditionnel au cours de la période de reconstruction (1976-1989) a été assouplie, l’idéologie communiste étant devenue plus accommodante.
Dans les années 1990, les changements dans les politiques gouvernementales ont conduit à de nouvelles approches du sport et à la fermeture en 1998 de la Commission des sports , perçues comme une tentative de dépolitiser partiellement l’organisation des sports et d’adapter les sports à de nouvelles logiques de marché. En raison de ces changements de société, les deux approches des arts martiaux, traditionnelle et moderne, sont aujourd’hui soutenues par le gouvernement en tant qu’éléments de la culture chinoise.

## Distinctions des styles

### Styles du Nord et styles du Sud
Les styles du nord de kung-fu utilisent plus les jambes et ceux du sud plus les poings.
Cela se reflète dans l’expression chinoise Mandarin Nan Quan Bei Tui (chinois : 南拳北腿)qui veut dire « poings dans le sud et jambes dans le nord » et renvoie aux différences (et parfois les oppositions) existant depuis des siècles) entre le Nord et le Sud de la Chine, et ce tant sur le plan culturel que des mentalités ou du climat… Pour ce qui est du wushu, on dit également que la topographie du Nord, avec ses vastes étendues, permettant l’utilisation sans contrainte des jambes lors des assauts, a favorisé un style de combat à longue distance, tandis que, les pieds dans les rizières, les maîtres d'arts martiaux du Sud de la Chine, ont tout logiquement mis l'accent sur les techniques de poings (appropriées lors de combats plus rapprochés). La réalité est plus subtile qu’une expression générale réifiante (par exemple, les styles Choy-gar et Mok-gar, du sud, utilisent largement les coups de pied) et il s'agit donc plutôt d’indiquer une tendance aux degrés très variés.
Généralement, ceux qui pratiquent le style du nord sont plutôt grands et minces, ce qui leur permet de faire les mouvements plus facilement. À l'inverse, les pratiquants du kung fu du sud sont plus petits et plus musclés.

### Style externes et styles internes
L'origine de cette distinction remonte à une épitaphe datant de 1669 et rédigée par l'historien Huang Zongxi en l'honneur d'un certain Wang Zhengnan. L'auteur souligne la supériorité technique de l'école « interne » mais dissimule sans doute des visées politiques, soutenant ainsi les Ming (partisan du taoïsme) face aux Qing (Mandchous, partisans du bouddhisme, principalement tibétain).
Sa construction fut poursuivie en Chine à la fin du XIXe siècle et s'inscrit d'une manière générale dans la confrontation entre les conceptions occidentales du corps (médical, anthropologique, biomécanique, etc.) et les conceptions énergétiques (taoïste et bouddhiste) de la médecine chinoise traditionnelle.
En Europe, cette distinction interne/externe consiste à considérer que les styles externes utilisent la force physique et la vitesse comme principes d'entraînement et les styles internes la maîtrise de la respiration, la décontraction, des coups fouettés et l’entraînement en lenteur pour guider le qi. On dit aussi souvent que, dans les styles externes, l'adversaire est autrui tandis que dans les styles internes, l'adversaire est soi-même. Cette conception repose sur une connaissance des styles internes que sont le taiji quan (dont le style yang fut popularisé en Chine après 1956 (notamment pour sa fonction thérapeutique), ou d'autres tels que les Shunshi quan, xingyi quan, Bagua zhang, liuhebafa quan, baji quan et aux dimensions martiales de ces styles. Le qi gong est également différent entre arts internes (respiration ventrale allant jusqu'à utiliser le périnée et arts externes où la respiration est principalement pulmonaire.
L'examen des applications martiales des styles externes et des styles internes montre que de nombreux principes de base sont identiques et que seules les pratiques diffèrent.

### Distinctions philosophiques et religieuses
Les arts martiaux chinois ont également été influencés par les diverses écoles de pensée et religions de Chine. De nombreux styles ont été fondés par des groupes de pratiquants influencés par une des trois principales religions de Chine développant des arts martiaux à main nues : bouddhisme, taoïsme et islam.
- styles bouddhistes de Shaolin
- styles bouddhistes tibétains
- styles bouddhistes autres
- styles taoïstes

Les Mongols, Mandchous et coréens de Chine pratiquent également des formes de lutte d'influence chamaniste et assez proches, sous la dynastie Qing, des luttes amicales avaient fréquemment lieu entre dignitaires de ces cultures. Voir Lutte mongole, buku (mandchoue) et Ssireum (coréenne). Le Shuai jiao en est sa variante han.

## Styles
Il existe d'innombrables styles d'arts martiaux chinois (beaucoup ne sont pas encore répertoriés). Par commodité, depuis la fin du XIXe siècle, on les classe en « voie externe » (waijia), et « voie interne » (neijia).
La conception la plus simpliste en Europe consiste à considérer que les styles externes utilisent la force physique et la vitesse comme principes d'entraînement et les styles internes la maîtrise de la respiration (dont le principe est inversé par rapport aux styles externes), la décontraction pour guider le souffle qi, la lenteur pour la justesse de l'apprentissage (comme cela se pratique en apprentissage musical). Cette conception repose d'une part sur une connaissance des styles internes qui s'arrête au Taijiquan, style Yang ou Chen popularisé en Chine après 1956 (Taijiquan à fonction thérapeutique), d'autre part à l'ignorance des autres styles internes Shunshi quan, xingyi quan, Bagua zhang, Baji quan ou liuhebafa quan. Cette conception erronée repose aussi sur la méconnaissance des qi gong propres à chaque style externe [réf. nécessaire].
La popularité de cette distinction est sans doute à rapprocher du désir d'intellectualiser une pratique corporelle par des notions n'appartenant pas aux domaines scientifiques mais aux domaines médico-religieux[réf. nécessaire].
La distinction entre interne et externe n'est pas reconnue en Chine par certains maîtres et écoles des styles traditionnels[réf. nécessaire].
Les styles se sont construits sur des centaines d'années, certains ont disparu (pao quan, fan quan, etc.) et se retrouvent comme systèmes incorporés dans des styles plus récents. Des styles anciens se sont modifiés pour s'adapter à la confrontation avec les autres styles, d'autres se sont créés récemment tout au long du XXe siècle sous l'impulsion des instituts et académies des sports.
La majorité des styles actuels sont des styles de synthèse. C'est pourquoi dans la désignation des styles nous indiquons le terme générique qui désigne l'ensemble des styles apparentés (par exemple tang lang quan) ; et ensuite le nom singulier du style (taiji tanglang quan, meiha tanglang quan, etc.)
Plusieurs composantes sont à l'œuvre dans la construction et l'élaboration des styles :
1. Le pragmatisme : les styles sont confrontés à leur efficacité en combat singulier (rencontre, compétition) et sur les champs de bataille. Autres paramètres : l'âge du pratiquant (qu'est-ce que l'efficacité d'un style que l'on ne peut plus pratiquer après 30 ans ?), les capacités physiques, le climat, la santé, etc.,
2. Les cosmologies diverses, qui construisent une entité abstraite et réductrice : la « Pensée Chinoise ». Taoïsme, Bouddhisme, Chamanisme Totemisme et Confucianisme ont mêlé leurs cosmologies et leurs pratiques à celles des arts martiaux. En ce sens, de nombreux styles se positionnent au moins autant comme des arts de perfectionnement de soi, que comme des arts visant l'efficacité martiale.
3. Les pratiques : d'art de combat élaborées sur les champs de bataille qui de techniques d'armes, de procédés à main nue ou de techniques de corps à corps (lutte) se sont agglutinées aux styles.

La pratique du wu shu gong fu est très diversifiée, un style contenant des enchainements à mains nues et avec armes (tao lu), des exercices de Qi gong, des exercices d'assouplissements, des éducatifs variés, des textes ou chants utilisés comme moyens mnémotechniques, des qin na (techniques de saisies, de clés et de projections), des enchainements à deux (à mains nues ou avec armes), des techniques de combat (sanda) et surtout une conception de sa spécificité (gestion de la force, de l'intention, etc.) qui le différencie des autres styles.

## Techniques communes aux différents styles

### Postures de base de Kung Fu
Note : Les postures décrites ci-dessous sont pratiquées dans plusieurs styles enseignés en Europe. Il est cependant possible qu'il existe des variantes d'une école à l'autre, tant dans le nom de la posture, que dans la posture elle-même. Aussi les noms et descriptions des positions suivantes ne sont-ils présentés qu'à titre indicatif.
- Le Cavalier (Ma Bu - position associée à l'élément de la Terre) : jambes écartées de part et d'autre du corps, pieds parallèles, genoux pliés et tournés vers l'extérieur, buste vers l'avant. 50 % du poids repose sur chaque pied. Le bassin ne doit pas basculer vers l'arrière. C'est la position la plus stable.
- Le Pas en arc, ou Arc et Flèche (Gun-Ma - position associée à l'élément du Bois)(公布) : jambe avant pliée, jambe arrière tendue, buste vers l'avant. Suivant les styles, l'angle des pieds par rapport aux jambes peut changer. 70 % du poids repose sur la jambe avant. Position offensive, qui permet de frapper du pied et du poing rapidement.
- Position du chat (Diu-Ma - position associée à l'élément du Feu) : posture sur une jambe, pointe du pied avant tendue, légèrement au-dessus du sol buste central. 100 % du poids repose sur la jambe arrière. Cette position permet de frapper du pied avant très rapidement.
- La grue (Dan-Taï-Ma) : posture sur une jambe, genou relevé haut, pointe du pied tendue, buste vers l'avant ou de trois quarts. 100 % du poids repose sur la jambe arrière. Cette position permet de frapper du pied très rapidement.
- La Chèvre (Jorma Bu ou le Yi jee ki yum ma - position associée à l'élément Métal) : position typique du Wing Chun et des autres styles métal. Les pieds sont écartés de la largeur des épaules), les genoux et les pieds légèrement rentrés vers l'intérieur. Position stable, permettant de mobiliser rapidement bras et jambes en corps à corps et offrant une protection du corps grâce à une attitude en « fermeture ». Cette posture est appelée ainsi parce que le pratiquant est supposé pouvoir retenir une chèvre entre ses cuisses.
- Position de l'homme ivre (Lao-Ma - associé à l'élément de l'Eau) pas d'esquive sur le côté, la jambe du côté de l'esquive passe au-dessus de l'autre jambe et « l'œil du pied » (l'intérieur du pied) se dirige à 45° vers l'extérieur. Le poids repose entièrement sur la jambe qui se pose. C'est une position fréquente dans le style traditionnel du Cobra par exemple.
- Le Pas rasant (Sei-Ma) : la jambe avant est tendue, la jambe arrière pliée. Le buste est tourné de 90° par rapport à la position Gong Bu. Le pied de la jambe arrière est tourné à 45° vers l'extérieur, le genou suit le même axe. 70 % du poids repose sur la jambe arrière. Position défensive et d'esquive.
- Le Pas vide (Xu Bu) : la jambe arrière est pliée (le pied, le nombril et la tête forment une ligne), la jambe avant est légèrement posée sur la pointe. Le buste est tourné vers l'avant (il peut y avoir des variations en fonction de la position des bras). 80 % du poids sur la jambe arrière. Position permettant de frapper rapidement du pied, d'esquiver ou de se replier.
- Le Dragon (Chang-Fu) ou Pas Assis : jambe avant légèrement pliée, pied tourné à 90°, jambe arrière légèrement pliée, pied sur la pointe. Le buste est effacé de trois-quarts. Le genou arrière doit être exactement au-dessus du talon avant. 80 % du poids repose sur la jambe avant. Position d'attaque, permettant d'armer un coup de pied, ou de changer d'axe.
- Le Tigre (Lau-Kwaï-Ma) : position de renforcement des jambes et des abdominaux, jambe avant pliée comme gong bu, genou de la jambe arrière rasant le sol au droit du pied de la jambe avant, sans toucher le sol, appui avec la pointe du pied ou tranchant du pied sur le sol.

Un entraînement couramment pratiqué consiste à marcher en passant d'une posture à l'autre, les jambes d'appui fléchies au maximum.
Il existe d'autres postures, mais elles sont soit utilisées comme exercice de musculation, soit spécifiques à certains styles.
- L’intérêt de la posture est multiple :
  - Renforcer les muscles, os et articulations des jambes (et même le reste du corps) afin de frapper et d’être frappé sans blessure.
  - Permettre des déplacements rapides dans toutes les directions, en exposant le moins possible ses points vitaux.
  - Mettre le corps dans des positions optimales pour enchaîner les techniques offensives et défensives.
  - Forger la volonté en tenant longtemps la même posture.

### Respiration
Comme dans tous les arts martiaux, la respiration est primordiale dans le wushu. Suivant les écoles ou philosophies (bouddhiste ou taoïste par exemple), les façons de respirer peuvent être différentes, mais toutes s'accordent cependant sur l'importance de la respiration ventrale et sur l'importance de souffler en frappant et en bloquant (pouvant différer des théories de certains arts internes). Certaines écoles insistent sur l'importance, en combat, d'écouter la respiration de l'adversaire, afin de le frapper lorsqu'il inspire. Ces mêmes styles recommandent aux combattants de masquer leur propre respiration. D'autres styles au contraire insistent sur l'importance de libérer son qi avec le plus de violence et donc de bruit possible, à l'instar du karate.
Certains exercices de respiration permettent en outre aux pratiquants de renforcer leurs organes internes (poumons, cœur, etc.).

### Théorie du coup
Comme nous l'avons vu plus haut, le wushu est un art martial externe qui considère le corps comme un solide. Le but principal du coup est donc de briser ce solide. Pour ce faire, le pratiquant devra durcir les zones de frappe de son corps, mais aussi durcir ses points faibles en prévision des coups qu'il recevra. Pour cela, la plupart des styles dispose de techniques de renforcement prenant des noms divers dans leur application, comme la « chemise de fer ». Ces méthodes de renforcement et de revitalisation interne sont appelées Qi Gong, c'est-à-dire travail sur le souffle, l'énergie vitale.

#### Frappes de la main
Le coup est majoritairement porté de la main (ouverte ou fermée) ou du pied. Un coup de poing pour être efficace doit être lancé par un mouvement de rotation de jambes. Le pied, puis la hanche tournent, donnant de la vitesse et donc de la puissance au bras qui terminera le mouvement.
Le coup de poing « de base » des boxes chinoises est appelé le Ming chuen, c'est-à-dire le « poing clarté ». Le caractère Ming est constitué des idéogrammes « lune » et « soleil » ; en effet le Ming chuen est un direct lancé poing fermé, paume vers le haut et finit poing fermé paume vers le bas. On l'appelle aussi «coup de poing vrillé ». Ainsi le poing passe à travers toutes les positions de mains depuis la frappe basse au bas-ventre jusqu'à la frappe haute au visage en passant par la frappe courte (Jik chuen : coup de poing talon, beaucoup utilisé en Wing Chun) modifiable en uppercut avec l'avancée du poing. Ce simple basique contient presque toute la complexité des arts du poing de Chine.
On distingue plusieurs types de frappe des mains :
- le poing simple (associé au Feu et appelé aussi quan) dont il existe de nombreuses variantes dont le point plat (à l'horizontale), et le poing debout (à la verticale).
- l'« œil du phœnix » (wa lin quan), poing fermé, frappe avec la deuxième phalange de l'index en avant soutenue par le pouce. Pour les frappes précises, demande une certaine maîtrise.
- la « patte de léopard » (shang zao), paume ouverte, pouce fermé et les deux premières phalanges de la main fermées. Utile pour les piques, les paumes et les saisies (associées au Bois).
- la griffe du tigre (hu zao), paumes en avant, doigts crispés pour saisir, griffer et arracher (élément Bois).
- la paume (tui zhang - associé a la Terre) et le tranchant (xie tui zhang - associé au Métal) de la paume du Bouddha.
- la pique (associé a l'Eau).
- le poignet (liao yin shao), avec la main repliée (boxe de l'homme ivre, singe, mante, etc.).
- le crochet, les extrémités de tous les doigts jointes en un point et le poignet plié (style du coq, etc.).
- la paume du tigre, paume ouverte, tous les doigts repliés de façon à frapper avec le plat de la main.
- et d'autres plus spécialisés encore…

#### Frappes du pied
Le wushu est réputé pour ses coups de pied complexes et spectaculaires, bien que tous les styles n'exploitent pas toutes ces techniques. Contrairement au karaté, qui se pratique exclusivement pieds nus, le pratiquant de kung fu peut porter des chaussures. Les coups se portent donc plus avec la plante du pied, la tranche ou le talon qu'avec le bol du pied.

#### Frappes des autres parties du corps
En wushu on peut aussi frapper avec les coudes, genoux, doigts, tête, postérieur, toutes articulations et même mordre. 
Les zones principales de frappe du corps sont traditionnellement identifiées comme Qi Xing (7 étoiles) et détaillées dans l'apprentissage traditionnel de plusieurs écoles.
On y distingue :
- la main (du bout des doigts jusqu'au coude), avec des formes de poing variées, des frappes des avants bras, des tranchants de la main,...
- le coude (frappe dans différentes directions)
- l'épaule (que l'on trouve notamment en tai ji de style Chen, mais aussi dans plusieurs branches du Xing yi quan)
- le pied (du bout des orteils jusqu'au genou)
- le genou
- la hanche (utilisée en percussions latérales ou arrières)
- la tête (frappe dans différentes directions)
Certaines écoles pratiquent des formes d'endurcissement / de conditionnement spécifiques pour tout ou partie des armes considérées. L'innocuité de ces méthodes à long terme n'est pas avéré et ne doivent pas être entreprises sans la supervision de personnes compétentes et expérimentées.

## Armes

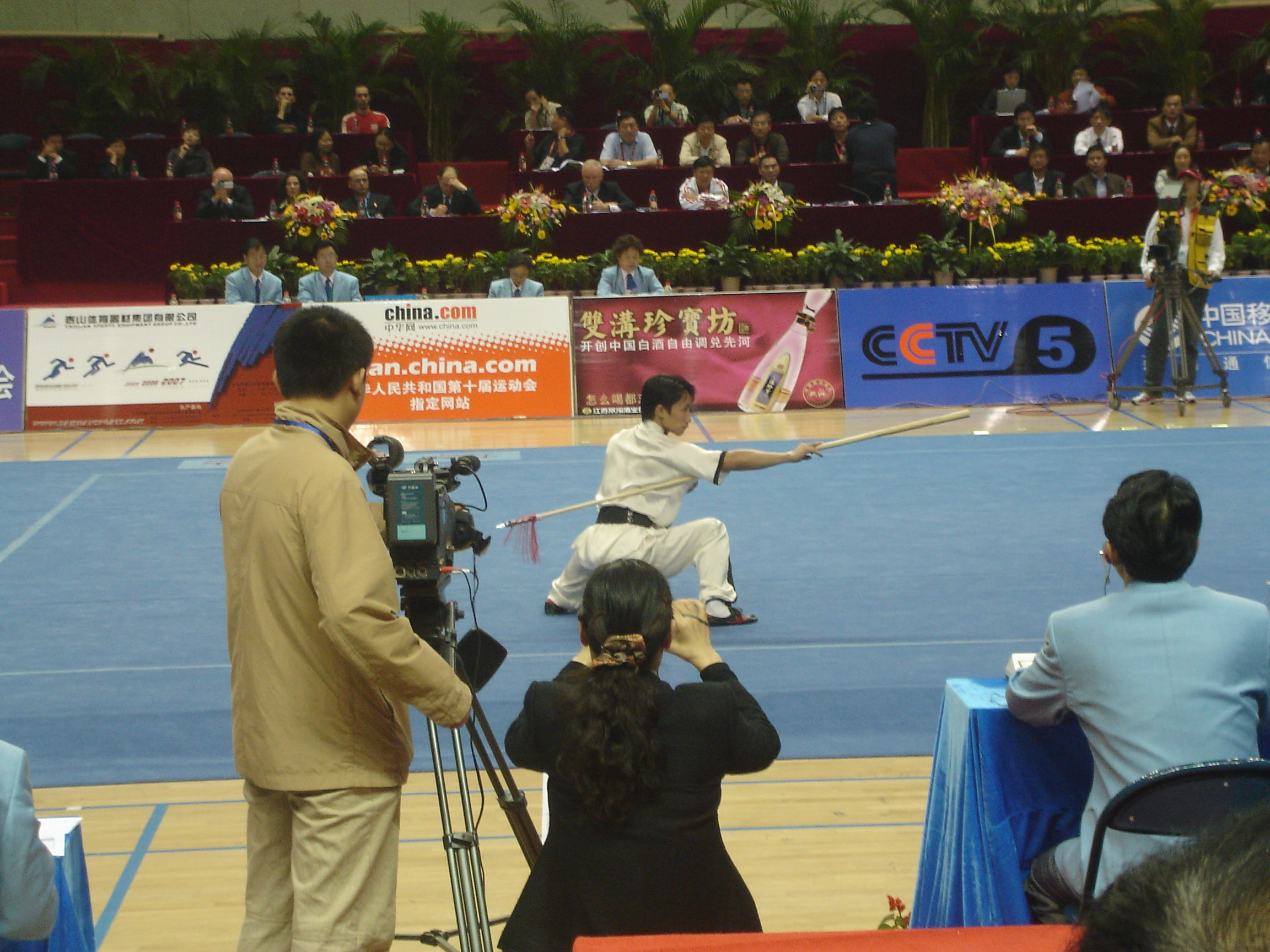
Démonstration à la lance

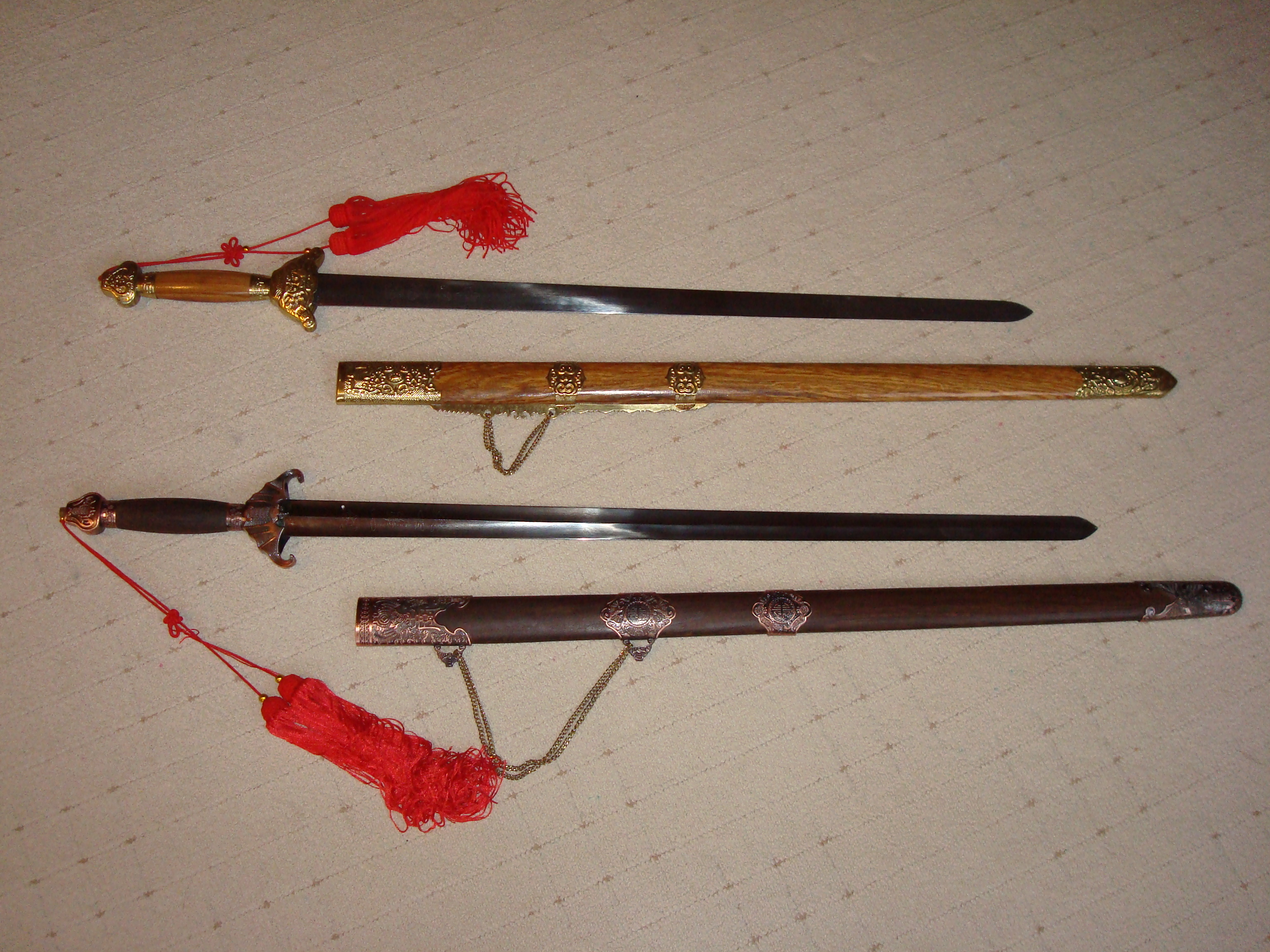
Deux jian (épée) avec leur fourreau

### Histoire
La Chine est un pays où les guerres ne se sont arrêtées que pour laisser la place aux rébellions. Il est donc logique que les armes les plus diverses soient apparues dans ce pays. Au départ, les armes étaient des outils paysans, plus tard s'y sont ajoutées des armes spécifiques au combat ; le roman au bord de l'eau cite 18 armes.

### Pratique
Chaque arme à ses manipulations de base (ou ji ben gong). Dans le Kung-fu Shaolin, l'arme la plus difficile à manier est la chaîne à 9 parties (Jiu jie bian). Des formes (ou taolu) manient 2 armes en même temps.
L'apprentissage et le choix des armes dépendaient du style enseigné et de l'école (crochet du Tang lang quan, bâton du Shaolin quan, demi-lunes du Bagua zhang, etc.) mais aussi du statut social du pratiquant : épée pour l'aristocratie, sabre pour le juge et le militaire, lance pour le fantassin, bâton pour le moine. Certaines armes étaient quant à elles spécifiques à une corporation : marteau long du forgeron, perche et couteaux-papillons du batelier. L'utilisation du banc en tant qu'arme a même été attribuée aux clients des bars (popularisé par les films Le Maître chinois et Combat de maîtres).

### Recensement
On peut distinguer deux grandes catégories d'armes : les armes qui ont été conçues comme moyen de tuer (épée, pieu ou lance, etc.) et les armes qui sont un détournement d'un usage de travail (outils agricoles, outils de chasse, outils d'artisans, etc.). On distingue aussi les armes courtes adaptées au combat rapproché ou combat de mêlée (épée, sabre, poignard, etc.), les armes longues adaptées au combat à distance (fantassin contre cavalier par exemple : lance, hallebarde, etc.) et les armes de jet. Il faudrait aussi ajouter les armes à feu, utilisées en Chine depuis le Xe siècle.
Il existe bien sûr toute une foule d'armes plus ou moins exotiques, plus ou moins improvisées par un peuple cherchant à se défendre avec les outils ou objets du quotidien. En voici une liste non exhaustive : Quatre armes de base (Bâton, lance, épée, sabre), dix-huit armes classiques (citées dans le roman au bord de l'eau), cent-huit armes traditionnelles.

Remarque linguistique : il existe beaucoup de noms différents pour une même arme, en raison de la richesse linguistique de la Chine.
Les 4 armes de base : Bâton (Gun), Épée (劍 = Jian), Lance (Qiang), Sabre (刀 = Dao).

## Utilisation duqi
La notion de qi ou chi (氣), le souffle ou force vitale prétendue animer tous les êtres vivants, est abordée dans la plupart des arts martiaux chinois. Les styles internes (neijia) sont réputés pour l'utiliser de manière différente des styles externes.
Le qi d'une personne peut être amélioré et renforcé à travers la pratique régulière de divers exercices mentaux et physiques, connus comme qi gong. Bien que le qi gong ne soit pas un art martial, il est souvent intégré aux arts martiaux chinois traditionnels, et vise l'entrainement et l'amélioration des capacités internes du pratiquant.
L'usage du souffle qi est envisagé de nombreuses manières : il peut servir par exemple à soigner d'autres personnes ou soi-même, d'après les enseignements du qi gong médical. Certains styles enseignent que le qi peut être concentré à certains points de son propre corps pour améliorer une attaque, ou bien que les attaques doivent viser certains points vitaux (dim mak) liés à la circulation du  qi.

## Pratiquants célèbres
Quelques pratiquants célèbres des arts martiaux chinois :
- Yue Fei (1103–1142), général chinois de la dynastie Song. Des styles tels que le ying zhua pai et xingyi quan attribuent leur création à Yue, bien qu'il n'existe pas de preuve historique.
- Ng Mui (fin XVIIe siècle), fondatrice légendaire de plusieurs styles du Sud, tels que le wing chun, le style du

dragon, ou la grue blanche du Fujian. Elle est souvent considérée comme l'un des Cinq Moines légendaires qui auraient survécu à la destruction du temple Shaolin, durant la dynastie Qing.
- Hung Hei Goon (?) est considéré comme le fondateur du hung gar.
- Yang Luchan (1799–1872), important maitre d'un art interne dénommé tai chi chuan au XIXe siècle. Yang est ainsi connu comme le fondateur du style yang (tai chi), et comme un enseignant des styles wu/hao, wu et sun.
- Les Dix Tigres de Canton (fin du XIXe siècle), un groupe de dix maitres d'arts martiaux du Guangdong, à la fin de la dynastie Qing.
- Wong Fei Hung (1847–1924), héros chinois de la période républicaine. Plus de cent films ont été réalisés à Hong Kong sur sa vie.
- Huo Yuanjia (1867–1910), fondateur présumé de la Chin Woo Athletic Association, célèbre pour ses combats contre des étrangers.
- Ip Man (1893–1972), pratiquant du wing chun et premier maître à enseigner son style à un large public. Il a été le maitre de Bruce Lee. Une majorité des branches actuelles du wing chun s'en réclame.
- Bruce Lee (1940–1973), pratiquant sino-américain et acteur. Généralement considéré comme une icône du XXe siècle. Pratiquant du wing chun et d'autres styles, il développa plus tard sa propre philosophie qui évolua en jeet kune do.
- Jackie Chan (1954-), pratiquant et acteur de Hong Kong, connu pour ses comédies physiques dans les performances martiales et représentant la boxe de l'homme ivre.
- Jet Li (1963-), champion chinois du sport wushu et acteur.
- Jonathan Blow (1971-), pratiquant américain et développeur de jeux vidéo [18].

## Dans la culture populaire

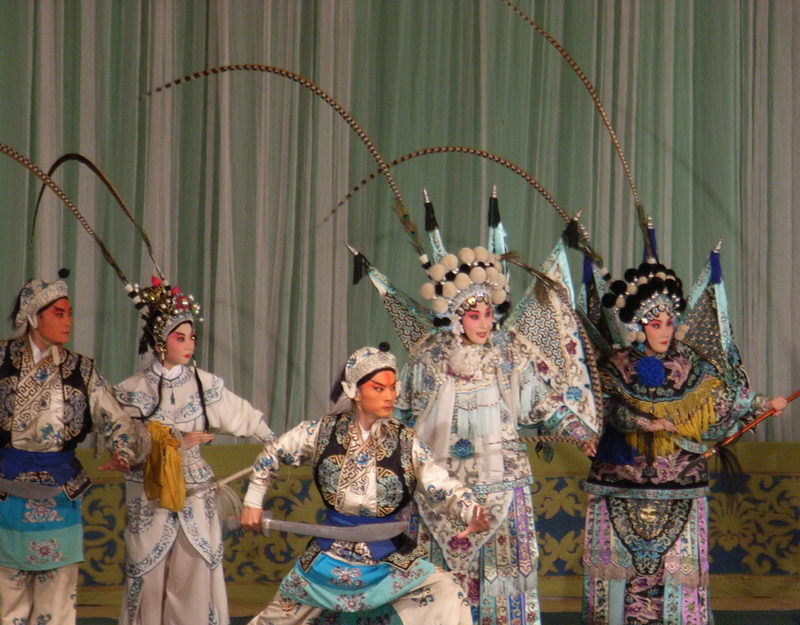
Scène à l'Opéra de Pékin

De nombreuses références aux concepts et pratiques des arts martiaux chinois peuvent être trouvées dans la culture populaire. Historiquement, l’influence de ces arts se retrouve dans la littérature et les performances artistiques de toute l’Asie. Plus récemment, cette influence s’est étendue aux films, touchant ainsi un public beaucoup plus large et se propageant au-delà de l'Asie et de ses racines ethniques.
Les arts martiaux ont joué un rôle prépondérant dans le genre littéraire wuxia. Ce type de fiction est basé sur les concepts chinois de chevalerie, une société distincte d’arts martiaux (Wulin, 武林) et un thème central autour des arts martiaux. Le récit wuxia peut être identifié dès le IIIe et IIIe siècle av. J.-C.[Quoi ?], devient populaire durant la dynastie Tang (VIIe – Xe siècles) et évolua sous la forme de roman à l’époque Ming (XIV-XVIIe). Ce genre est extrêmement populaire dans une grande partie de l’Asie et exerce une influence majeure dans la perception du public sur les arts martiaux.

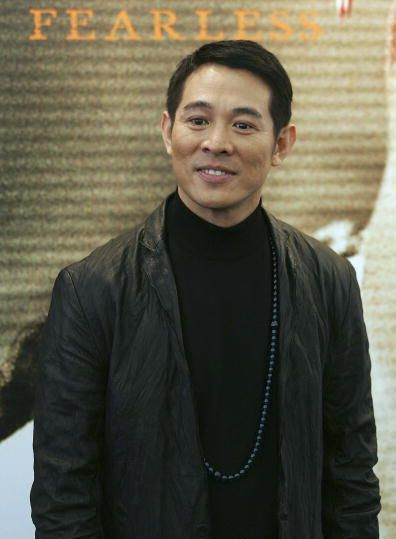
L'acteur Jet Li en 2006

Les influences martiales peuvent également être trouvées dans l’opéra chinois, dont l’Opéra de Pékin est l'un des exemples les plus connus. Cette forme dramatique populaire remonte à la dynastie Tang et continue d'être un exemple de la culture chinoise. Quelques mouvements d'arts martiaux se retrouvent dans les danses de l'opéra chinois et certains experts en arts martiaux peuvent être trouvés comme interprètes.
À notre époque, les arts martiaux chinois ont donné naissance au genre du cinéma d'arts martiaux, populaire désigné par films de kung-fu. Les films de Bruce Lee ont contribué à la popularité des arts martiaux chinois en Occident dans les années 1970. D’autres acteurs experts en arts martiaux, tels que Jet Li et Jackie Chan ont répondu ultérieurement à la demande du public pour de tels films.
En Occident, les mouvements de kung-fu sont devenus courants dans les scènes d’action, et apparaissent dans de nombreux films qui ne sont généralement pas considérés comme des films d’art martiaux. Ces films incluent par exemple la trilogie Matrix ou Kill Bill.
Le thème des arts martiaux chinois se retrouve également sur les réseaux de télévision. Une série télévisée américaine du début des années 1970, ayant pour titre Kung Fu popularisa la pratique et la philosophie des arts martiaux chinois.
Dans les années 1970, durant l'âge de bronze des comics, les arts martiaux chinois deviennent un phénomène de mode et les éditeurs proposent des comics mettant en scène des combattants adeptes du kung fu. Le premier est Shang-Chi créé par  Steve Englehart et Jim Starlin en décembre 1973 dans Special Marvel Edition #15 chez Marvel Comics suivi par Iron Fist chez le même éditeur. DC pour sa part lance en 1977 le comics Richard Dragon, Kung-Fu Fighter sur un scénario de Denny O'Neil et des dessins de Leo Durañona.